# 釧北峠
釧北峠（せんぽくとうげ）は、北海道釧路市と北海道網走郡津別町の境界にある国道240号の峠。標高594m。

## 概要
網走川上流から峠を越えて阿寒湖へ出る交通路はアイヌ時代からの主要な交通路であり、国道240号もこれを踏襲する形で形成された。
「釧北」の名は釧路国と北見国の国境にあることからつけられている。
以前（北緯43度28分09秒 東経144度02分36秒 / 北緯43.469080度 東経144.043369度）は屈曲路により阿寒カルデラの内壁を上っており阿寒湖を展望することができたが、1967年からの工事で西側の屈曲の少ないルート（北緯43度27分46秒 東経144度00分51秒 / 北緯43.462699度 東経144.014111度）に付け替えられている。